# Warwick Armstrong
Pour les articles homonymes, voir Armstrong.
Warwick Windridge Armstrong (né le 22 mai 1879, décédé le 13 juillet 1947) était un joueur de cricket australien. Il a disputé son premier test pour l'équipe d'Australie en 1902. Il était all-rounder.
Il fut le premier capitaine de la sélection australienne à réussir à gagner tous les matchs d'une série des Ashes, Ricky Ponting étant le seul autre à ce jour.
Il fut également joueur de football australien.

## Équipes
- Victoria

## Récompenses individuelles
- Un de cinq joueurs de cricket de l'année 1903 (Wisden Cricketer of the Year) désignés par le Wisden Cricketers' Almanack.
- Membre de l'Australian Cricket Hall of Fame depuis 2000.

## Sélections
- 50 sélections en test cricket de 1902 à 1921.